# Meirath

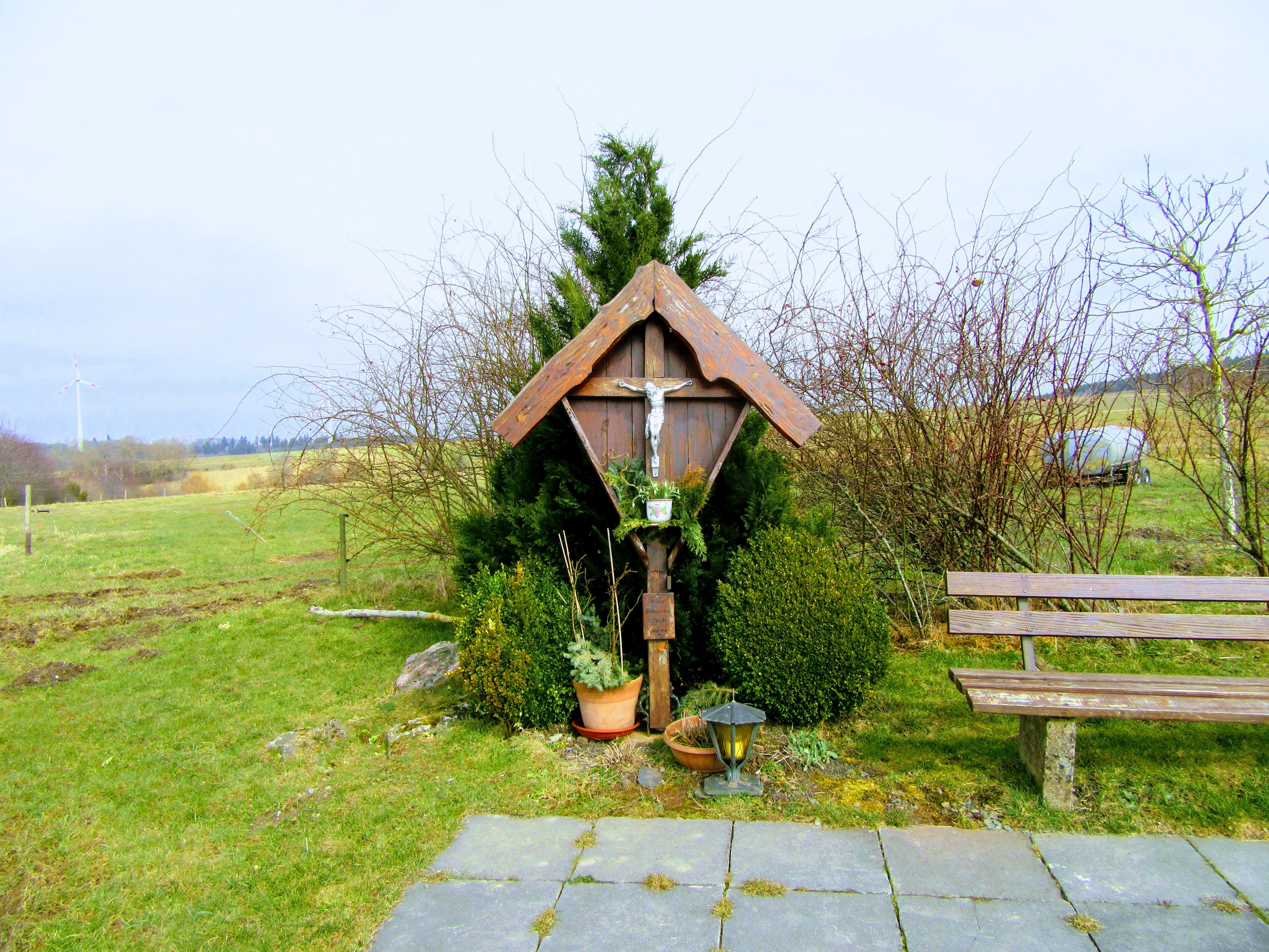
Holzkreuz

Meirath ist eine Wüstung nordöstlich von Lorscheid im Landkreis Trier-Saarburg, Rheinland-Pfalz. Der Ort „Auf dem Graben“ (Flurbezeichnung „Auf Maat“) liegt etwa 475 Meter über NN.
Die erste urkundliche Erwähnung stammt aus dem Jahre 1276 aus dem Urkundenbuch der Vögte von Hunolstein.
Nach dem Trierer Feuerbuch von 1563 gab es in Meirath 6 Feuerstellen (Haushalte).
1684 gab es Feuerstellen nur noch in Lorscheid und in Wellscheid bei Lorscheid, Meirath war zu diesem Zeitpunkt eine Wüstung geworden.
Auf einer Karte des Erzbistums Trier aus dem Jahre 1645 ist der Ort noch als Meyert verzeichnet.
Im Jahre 1818 wird die Wüstung in der topographischen Aufnahme der Rheinlande neben dem Dorf Lorscheid nur noch als Mayrather Fluhr dargestellt.
2007 wurde zur Erinnerung ein großes Holzkreuz aufgestellt und eingesegnet.